# نور در ایران قدیم

## نور
برای نور تعریف‌های مختلفی آورده‌اند بعضی از تعاریف فقط بر نور، حسی دلالت دارد مانند این که گفته‌اند نور پرتوهایی است که پراکنده می‌شود و به دیدن کمک می‌کند (راغب اصفهانی،1387)واز نظر لغوی در لغت‌نامه دهخدا این‌گونه آمده‌است؛روشنایی، روشنی هرچه باشد یا شعاع روشنی، فروغ و در آخر کیفیتی که به وسیلهٔ حس بینایی درک می‌شود و به وساطت آن اشیا دیده می‌شود(دهخدا،1377)

## نور در اعتقادات مردم ایران
نور در اعتقادات مردم ایران از سابقه طولانی برخوردار است. در دین زرتشت همانطور که سهروردی گفته آتش مظهر نورانیت خدا دانسته شده و بعید نیست که عوام مردم جنبه‌های رمزی و دقیق این‌گونه اطلاقات را ندانسته باشند و اصولا آتش را خدا تلقی کنند. سهروردی می گوید: "ایرانیان قدیم آتش را خلیفه خلیفه خدا بر روی زمین دانسته اند و با این فرض آتشکده ها، عنوان معبد و عبادتگاه خدا را داشته‌است نه آن که خود آتش مستقلا معبود باشد"(نصر،1384)در دوره اسلامی نیز، محوری‌ترین بنیاد اندیشه اشراق سهروردی بر نور استوار بود که در ایران گسترش بیشتری یافت.(الهروی،1358)اولین تاریخچه بهره‌گیری از نور طبیعی سده سوم هزاره چهارم ق.م می‌باشد که در آن زمان جهت کسب نور و سایه از ایجاد اختلاف سطح در دیواره‌های خارجی استفاده می‌کردند.در شهر سوخته از هزاره سوم و دوم ق.م از روی آثار خانه‌هایی که دیوار آن‌ها تا زیر سقف مانده بود می‌توان استنباط کرد که هر اتاق از طریق یک در به خارج ارتباط داشته و فاقد پنجره بودند.در دوره هخامنشی در تخت جمشید وضع درها به خوبی روشن و پاگرد آن‌ها اغلب به جای مانده‌است همچنین در این کاخ‌ها بالای درها و حتی بامها ، روزنها و جامخانه‌هایی داشته‌است.در اصل از خصوصیات سبک پارسی تعبیه سایبان و آفتابگیر برای ساختمانهاست.در این دوره از اصل اختلاف سطح جهت جذب نور به داخل استفاده می شد.ساسانیان نیز تمایل به نشان دادن تضاد به سایه و روشنی داشته‌اند.نوک گنبدهای چهار طاقی آن‌ها به صورت روزنه در آمده زیرا برای افروختن آتش بدان احتیاج داشته‌اند.روش استفاده از طاق گهواره‌ای که از انواع طاق سازیهای عصر ساسانی است که به معمار اجازه می‌دهد که در فاصله میان دو قوس پنجره تعبیه نماید و روشنایی بنا را تأمین کند.(لاهوتی مقدم، 1393)

## فهرست منابع
- الهروی، م، ش، ن، ا، ا. انواریه؛ترجمه و شرح حکمت الاشراق سهروردی، انتشارات امیر کبیر تهران، 1358.
- راغب اصفهانی،ح، ب، م.المفردات فی غریب القرآن، آرایه، جلد یک، 1387.
- دهخدا، ع، ا.لغت‌نامه دهخدا،انتشارات دانشگاه تهران، 1377.
- محمد لاهوتی مقدم، برنامه‌ریزی توسعه شبکه انتقال در بازارهای برق تجدید ساختار شده، انتشارات راشدین، 1393.
- نصر، س، ح،.سه حکیم مسلمان، مترجم احمد آرام،انتشارات امیر کبیر، 1384.